# هازبندز باسورث
هازبندز باسورث (به انگلیسی: Husbands Bosworth) یک روستا و محله مدنی در بریتانیا است که در Harborough واقع شده‌است. هازبندز باسورث ۱٬۱۴۵ نفر جمعیت دارد.